# Valorennummer
Die Valorennummer, kurz VALOR, ist in der Schweiz eine eindeutige Kennnummer für kotierte (börsennotierte) Wertpapiere und Finanzinstrumente und erfüllt einen ähnlichen Zweck wie die Wertpapierkennnummer (WKN) auf dem deutschen Markt.

## Vergabeverfahren
Die Valorennummer ist ein numerischer Code, dessen Ziffernfolge keine besondere Struktur hat. Bei der Vergabe einer neuen Valorennummer wird einfach die nächste Nummer aus der entsprechenden Liste zugewiesen. Die Nummer liefert keinerlei Hinweise auf die Art des betreffenden Instruments. Die Valorennummer bildet Teil der Schweizer ISIN, wobei die ISIN dann mit CH oder mit XT beginnt.

## Verwendung
Die Valorennummer kann als Kennung eines Finanzinstruments für vielerlei Zwecke eingesetzt werden:
Generell wird eine Valorennummer für jede Art von Finanzinstrument vergeben, das die Zuteilungsbestimmungen erfüllt. Sie kann zusammen mit dem Marktidentifikationscode (MIC) und dem Währungscode zur eindeutigen Kennzeichnung eines gehandelten Instruments sowie für Transaktionsmeldungen und Bestandsverwaltung verwendet werden.
In der Schweiz und Liechtenstein ist die Valorennummer die wichtigste Kennung für die Swiss Value Chain und dient als Hauptkennung für Finanzinstitutionen in der gesamten Region und darüber hinaus.

## Etymologie
Das Wort Valor bedeutet auf Deutsch „Wertschrift“. Der Plural von Valor im Deutschen lautet Valoren. In den englischsprachigen Ländern werden die Begriffe „VALOR“ und „VALOREN“ manchmal unterschiedslos verwendet.

## Registrierungsstelle
Die Valorennummer wird ausgestellt von SIX Financial Information.

## Entwicklung der Nummernfolge
Die kleinste Valorennummer, die sich heute noch in Wertpapierstammdatenbanken findet, ist 336. Es handelt sich um eine Anleihe der Takara Standard Co. mit Fälligkeit im Jahr 1996; die ISIN lautet CH0000003365 und die deutsche WKN war 409166.
Mit Erreichen der Valorennummer 4 999 999 wurde das Nummernformat geändert; seitdem sind die Valorennummern achtstellig: Werte zwischen 5 000 000 und 10 000 000 existieren nicht.
Mit der Valorennummer 59 999 999 änderte sich das Nummernformat erneut; seitdem sind die Valorennummern neunstellig. Nummern zwischen 60 000 000 und 110 000 000 wurden somit nicht vergeben.
Aktuell (Mitte Dezember 2023) ist die höchste vergebene Valorennummer 130 904 417; es handelt sich um einen TurboPut-Optionsschein der UBS auf den DAX mit der ISIN CH1309044175 und der deutschen WKN UM08T1. Allerdings werden täglich neue Valorennummern ausgegeben, so dass dies nur eine Momentaufnahme darstellt.
Eine Besonderheit stellen einige wenige Valorennummern dar, die mit einer "2" beginnen und "außer der Reihe" vergeben werden. Die höchste solche Valorennummer ist aktuell 259 618 012; es handelt sich um einen Index von Finreon mit der ISIN CH2596180128 und der deutschen WKN A13RKF.